# 젊은 느티나무 (드라마)
《젊은 느티나무》는 KBS 1TV에서 1986년 11월 29일에 방영된 TV문학관로, 소설가 강신재의 동명 소설을 영상화하였다.

## 등장 인물
- 윤숙희 : 김혜수
- 현규 : 이효정
- 지수 : 정보석
- 숙희 엄마 경애 : 태현실
- 현규 아빠 : 김세윤
- 숙희 할머니, 경애 엄마 : 김소원
- 숙희 할아버지, 경애 아버지 : 김순철
- 박용식
- 유순철
- 최용욱

## 수상
- KBS 우수 프로그램 평가상 연기상 - 김혜수[2]